# Globos de Ouro 2016

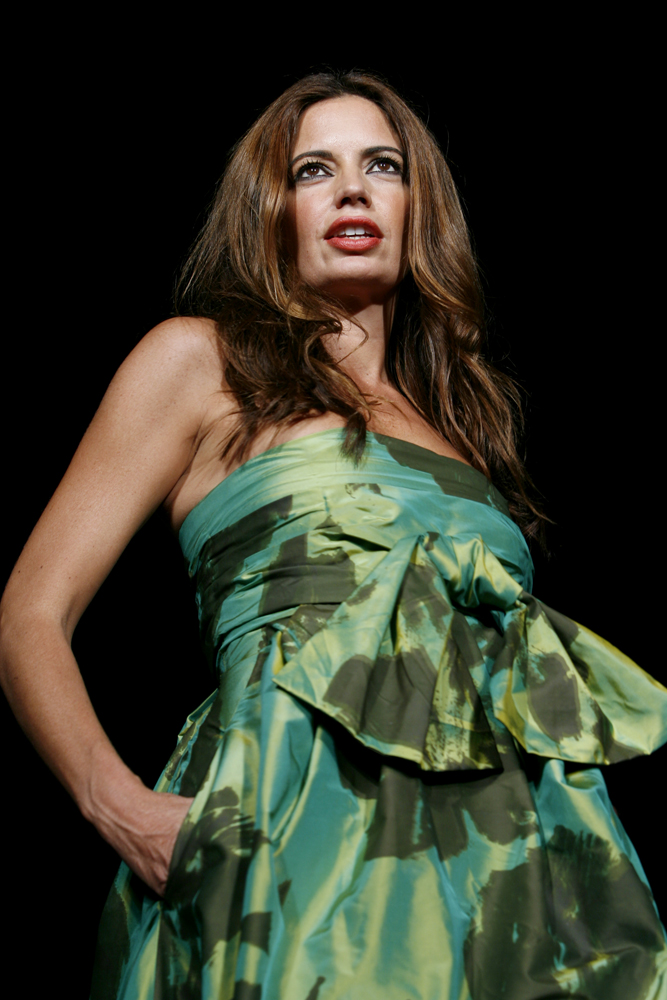
Moderatorin Bárbara Guimarães

Die 21. Verleihung des Globo de Ouro fand am 15. Mai 2016 im Coliseu dos Recreios in Lissabon statt. Der Gala-Abend wurde von Bárbara Guimarães moderiert und vom mitveranstaltenden Fernsehsender SIC übertragen. Als internationale Gäste waren Carmo Dalla Vecchia, Regina Duarte und Vanessa Giácomo geladen.
Den Globo de Ouro im Jahr 2016, für Leistungen im Jahr 2015, erhielten folgende Persönlichkeiten:

## Auszeichnungen nach Kategorien

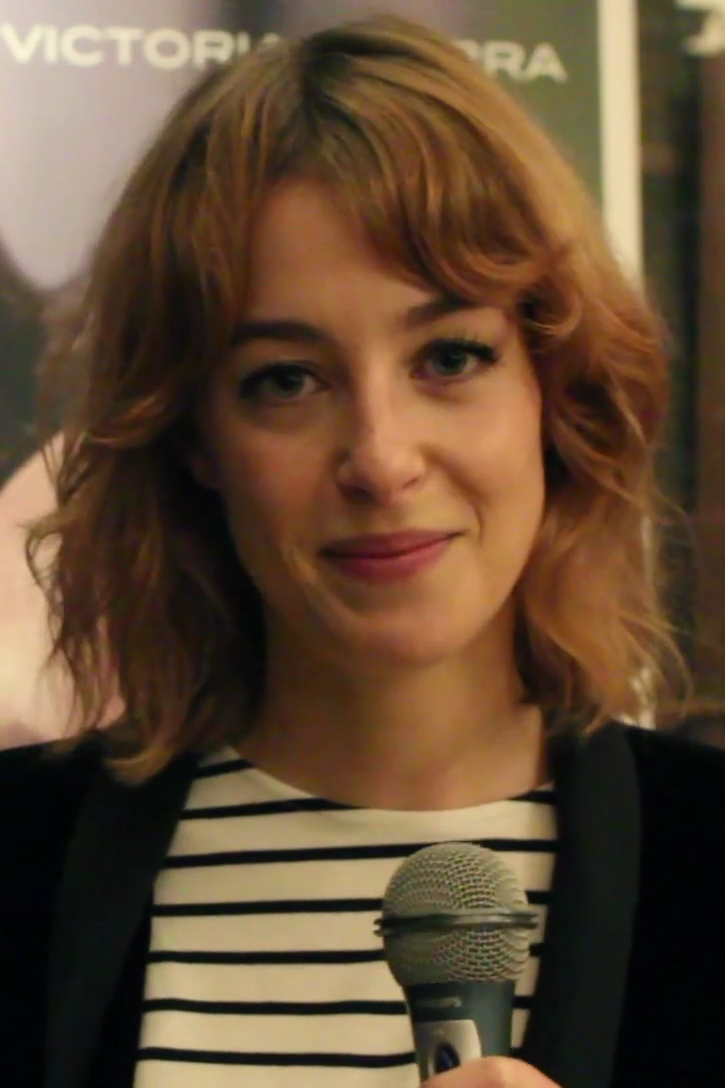
Victória Guerra

### Kino
- Bester Film: As Mil e Uma Noites (Trilogie) von Miguel Gomes
- Beste Schauspielerin: Victória Guerra für Amor Impossível (Regie: António-Pedro Vasconcelos)
- Bester Schauspieler: José Mata für Amor Impossível (Regie: António-Pedro Vasconcelos)

### Theater
- Beste Schauspielerin: Maria Rueff (in António e Maria)
- Bester Schauspieler: Marco D’Almeida (in Macbeth)
- Beste Aufführung:  Ricardo III. (Inszenierung von Tónan Quito)

### Sport
- Bester Sportlerin: Telma Monteiro
- Bester Sportler: Cristiano Ronaldo
- Bester Trainer: Jorge Jesus

### Mode
- Bestes weibliches Model: Sara Sampaio
- Bestes männliches Model: Gonçalo Teixeira
- Bester Designer: Luís Buchinho

### Musik
- Bester Einzelinterpret: Agir
- Beste Gruppe: D.A.M.A

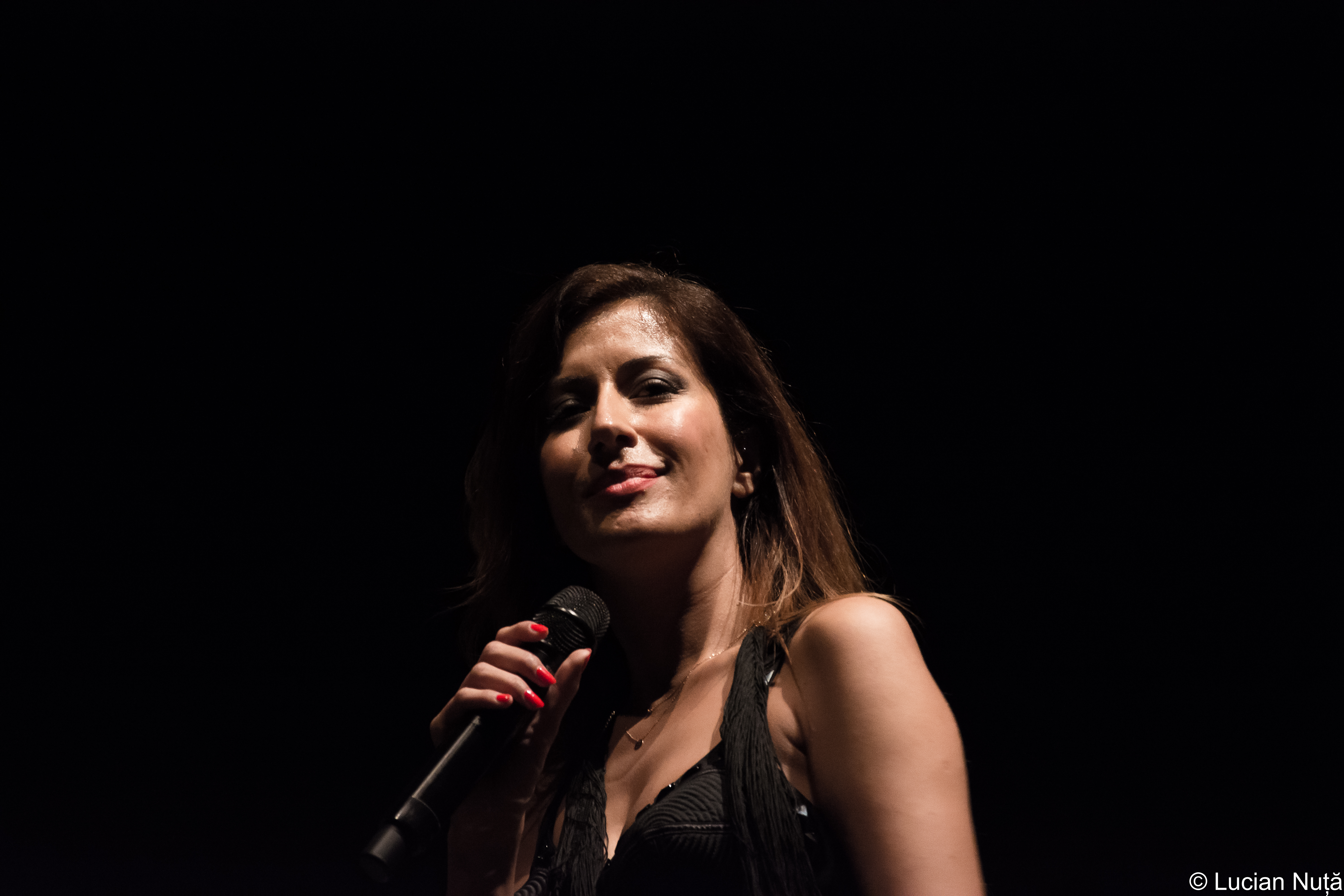
Ana Moura

- Bestes Lied: Dia de Folga – Ana Moura

### Entdeckung des Jahres (Publikumspreis)
- Mariana Pacheco (Schauspielerin)

### Lebenswerk
- Marco Paulo